# Christopher Potter
Christopher Potter (Westmorland, 1591 – 3 marzo 1646) è stato un presbitero anglicano britannico.
Potter fu provost al Queen's College di Oxford, polemista e noto sostenitore dell'arcivescovo anglicano William Laud.
Era nipote del vescovo Barnaby Potter e fu padre del filosofo Charles Potter.